# Презумпция психического здоровья
Презу́мпция психи́ческого здоро́вья (презу́мпция психи́ческой норма́льности) — понятие, подразумевающее, что состояние психического здоровья не должно доказываться; лицо следует считать психически здоровым до тех пор, пока не будет собрано достаточно фактов, свидетельствующих о болезненном характере изменения его психики. Принцип презумпции психического здоровья вытекает из норм международного права.
Принцип презумпции психического здоровья не позволяет выходить на диагноз тяжёлого психического (или иного) расстройства, пока не исследованы версии психического здоровья или нарушений более лёгкого уровня. Суть данного принципа состоит в защите пациента от возможной диагностической ошибки и назначения жёсткого лечения, когда этого можно избежать. Согласно принципу, всегда существует по меньшей мере две версии, между которыми необходимо проводить дифференциально-диагностический анализ, и даже в случае равных доводов следует склоняться к той версии, которая менее травматична для пациента.
В судебно-психиатрической практике презумпция психического здоровья подразумевает, что лицо должно считаться вменяемым (дееспособным) до того момента, пока на основании заключения судебно-психиатрической экспертизы не будет установлена как юридический факт невменяемость (недееспособность) конкретного лица. В российском праве признание лица недееспособным осуществляется судом на основании судебно-психиатрической экспертизы лечебно-диагностического учреждения.

## История понятия
Понятие «презумпция психического здоровья» было введено в судебную психиатрию в Англии в 1843 году в связи с рассмотрением дела M'Naghten, который страдал бредом преследования и пытался совершить преднамеренное убийство. Это дело положило начало правилу M'Naghten, при формулировании которого четырнадцать из пятнадцати судей пришли к выводу, что «каждый человек презюмируется психически здоровым и владеющим в достаточной степени рассудком, чтобы быть ответственным за своё преступление, пока противоположное не будет удовлетворительно доказано».
Понятие презумпции использовалось в судебной психиатрии в дореволюционной России. Так, В. Х. Кандинский говорил о невозможности изначального предположения о наличии душевной болезни, поскольку «здоровье есть правило, а болезнь — исключение». Психиатры отмечали и ещё одну сторону принципа презумпции: на II съезде отечественных психиатров, проходившем в Киеве в 1905 г., П. Д. Максимов указывал, что «при требовании заключения о состоянии умственных способностей подсудимого существует презумпция, что данное преступное деяние совершило именно то лицо, о котором даётся заключение, и что квалификация преступных деяний сделана судебным следователем правильно. Такая презумпция ставит эксперта в тяжёлое положение».
В советской судебной психиатрии принцип презумпции был вытеснен принципом целесообразности: поиск клинических признаков невменяемости субъекта, отвечающих критериям доказательства, оказался принесённым в жертву социальным обстоятельствам и субъективным концепциям в психиатрии. Неизбежное следствие этого — торжество принципа патернализма как в общей, так и судебной психиатрии, проявлением которого была политика поголовной диспансеризации и «взятия на учёт» всех лиц с нарушениями психической деятельности, попадавших в поле зрения психиатра, независимо от их желания.
Патернализм в судебно-психиатрической экспертизе проявлялся в передаче психиатру-эксперту обязанности давать категорическое заключение о вменяемости/невменяемости субъекта и о необходимых принудительных мерах медицинского характера. Первый из этих выводов означает, что эксперт был вынужден исходить из версии следствия о содеянном и выносить на этом основании категорическое заключение о вменяемости/невменяемости подэкспертного во время совершения общественно опасных действий, прежде чем его причастность к этим действиям будет доказана в суде. Во втором случае эксперт говорил о необходимости применения к подследственному лицу меры государственного принуждения и указывал на степень её строгости, не имея для этого медицинских критериев. Такое определение объёма компетенции эксперта было закреплено и законодательно: ещё в 1944 году в постановлении Пленума Верховного суда СССР по делу Данилова указывалось: «Вопросы, которые должны быть выяснены в судебном заседании, имеют существенное значение для суждения не о вменяемости привлечённого лица, которая считается уже установленной, а для установления степени социальной опасности и для суждения о потребных мерах медицинского характера».
Одним из проявлений принципа патернализма в судебно-психиатрической практике явился случай П. Г. Григоренко: на судебном заседании психиатр-эксперт заявила, что П. Г. Григоренко «по своему психическому состоянию в настоящее время, а также по характеру совершённого деяния… представляет несомненную опасность для общества, в связи с чем нуждается в направлении на принудительное лечение в специальную психиатрическую больницу». Таким образом, психиатр-эксперт не только заявляла о факте совершения подэкспертным общественно опасного деяния, но исходя из этого оценивала его опасность и заявляла о необходимости применения к нему принуждения и помещения в специальные условия. Посмертная судебно-психиатрическая экспертиза в 1991 г. признала такое решение в отношении П. Г. Григоренко необоснованным.

## В современном законодательстве

### Украина и Беларусь
Принцип презумпции психического здоровья обозначен, в частности, в законодательстве Украины. Например, согласно статье 3 Закона Украины «О психиатрической помощи», «Каждое лицо считается не имеющим психического расстройства, пока наличие такого расстройства не будет установлено по основаниям и в порядке, предусмотренным настоящим Законом и другими законами Украины». Аналогичная норма обозначена и в статье 6 Закона Республики Беларусь «Об оказании психиатрической помощи».

### Россия
В российском законе «О психиатрической помощи и гарантиях прав граждан при её оказании» понятие презумпции психического здоровья прямо не сформулировано. Тем не менее суть его отражена в статье 8 данного закона, которая запрещает требование сведений о состоянии психического здоровья гражданина при реализации им своих прав и свобод. Требование от гражданина предоставлять такие сведения или требование обследования его врачом-психиатром допускается только в случаях, специально оговоренных законами РФ.
Принцип презумпции психического здоровья вытекает из норм международного права. Так, о презюмированной вменяемости говорит Международный стандарт ООН в области защиты прав и свобод человека, имеющий юридическую силу для России (статья 16 Международного пакта о гражданских и политических правах от 16 декабря 1966 года). Исходя из обозначенного в Конституции РФ приоритета норм международного права над национальным правом, можно утверждать, что положение о презумпции вменяемости действует в России, невзирая на отсутствие данной формулировки в российском законодательстве. 
На принцип презумпции психического здоровья ссылаются российские суды в своей практике — например, в решениях по делам о признании сделки недействительной по мотиву совершения её гражданином, не способным понимать значение своих действий или руководить ими. Как правило, это происходит о случаях, когда не удаётся установить, в том числе и с использованием специальных знаний, в каком состоянии лицо совершало сделку (например, завещание).